# Heinrich Kuhl
Heinrich Kuhl (Hanau, 17 settembre 1797 – Buitenzorg, 14 settembre 1821) è stato uno zoologo tedesco.
Kuhl nacque ad Hanau. Divenne assistente di Coenraad Jacob Temminck al museo di Leida. Nel 1817 pubblicò una monografia sui pipistrelli e nel 1819 pubblicò Conspectus psittacorum. Pubblicò anche la prima monografia sui petrelli e un elenco di tutti gli uccelli illustrati nel Planches Enluminees di Daubenton.
Nel 1820 si recò a Giava, allora parte della colonia delle Indie Orientali Olandesi, con il suo amico Johan Coenraad van Hasselt (1797 - 1823) per studiare gli animali dell'isola, inviando al museo di Leida 200 scheletri, 200 pelli di 65 specie di mammiferi, 2000 spoglie di uccelli, 1400 pesci, 300 rettili e anfibi e molti insetti e crostacei.
Nel 1821 morì a Buitenzorg (l'attuale Bogor) per un'infezione epatica causata dal clima e dagli sforzi eccessivi. Trascorse a Giava meno di un anno. Johan van Hasselt continuò il suo lavoro di raccolta di esemplari, ma morì due anni dopo.